# Masarykova demokratická akademie

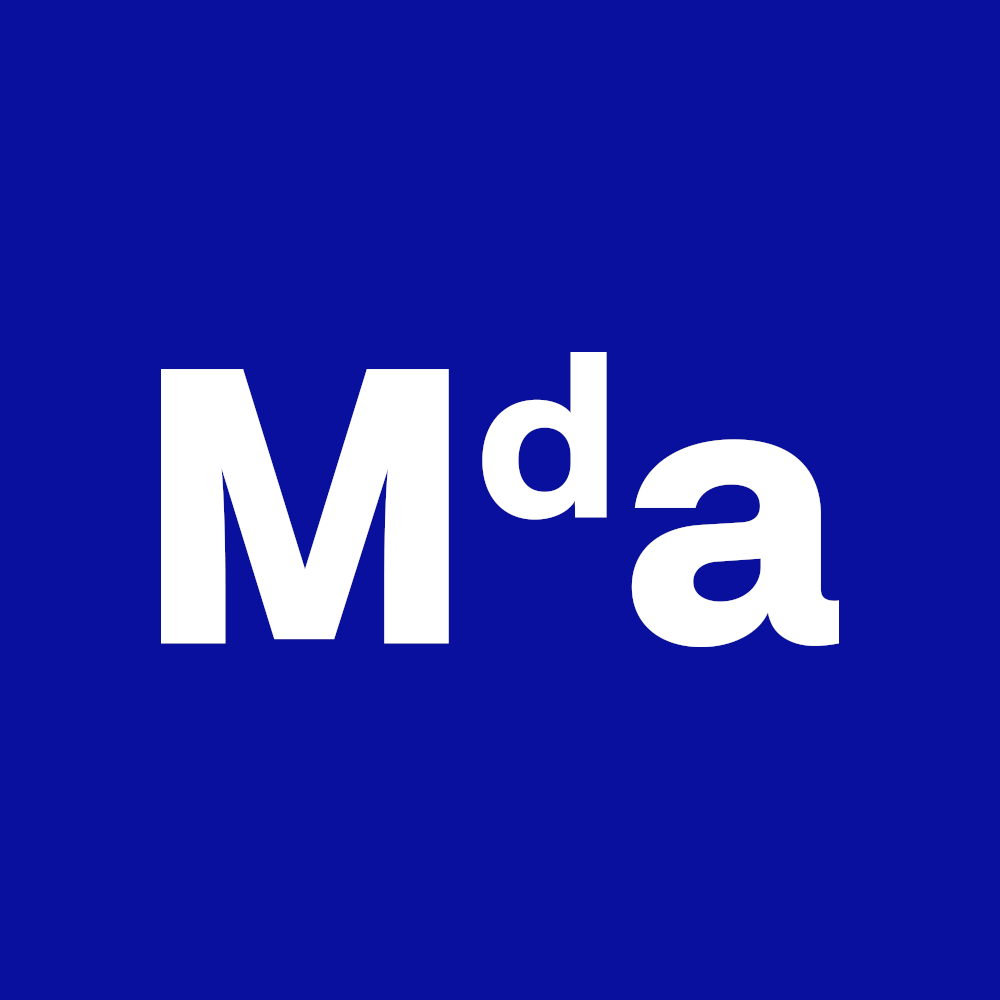
Logo der Masarykova demokratická akademie (ab 2009)

Die Masarykova demokratická akademie (MDA, Masaryks demokratische Akademie) ist ein sozialdemokratisch orientierter Verein, der im Bildungsbereich für die Zielgruppen der Sozialdemokratie in Tschechien tätig ist.
Der Verein wurde 1896 unter dem Namen Dělnická akademie (DA, Arbeiterakademie) gegründet. 1948 wurde er vom kommunistischen Regime verboten. 1991 nahm der Verein seine Tätigkeit wieder auf, bis 2009 unter dem Namen Masarykova dělnická akademie (MDA, Masaryks Arbeiterakademie), danach als Masarykova demokratická akademie (MDA, Masaryks demokratische Akademie).

## Geschichte
Die Dělnická akademie wurde am 27. September 1896 in Prag während einer Gründungsversammlung der tschechischen Sozialdemokraten unter Mitwirkung von T. G. Masaryk gegründet. Zu den großen Protagonisten gehörte der sozialdemokratische Aktivist Josef Steiner, der auch zum ersten Vorsitzenden der Akademie gewählt wurde. Der spätere Präsident Masaryk verfasste das erste Programm der Anstalt und hielt in der Akademie Vorlesungen.
Sie war die erste Bildungsanstalt und das kulturelle Zentrum der tschechischen sozialdemokratischen Arbeiterbewegung. Die Akademie sollte die Qualifikation der Arbeiter heben, sie jedoch auch kulturell bilden und zugleich sozialistisches Gedankengut verbreiten. Alleine in den Jahren 1926–1937 wurden 45.194 Kurse und ähnliche Veranstaltungen durchgeführt, an denen beinah 5 Millionen Personen teilnahmen.
Zu den Verdiensten der Arbeiterakademie zählt auch ihr Eintreten für Freiheit und Demokratie und gegen die Bedrohung durch das Dritte Reich vor und nach dem Münchner Abkommen von 1938. Führende Funktionäre der Arbeiterakademie gründeten bereits im Mai 1938 den Petiční výbor Věrni zůstaneme PVVZ und verteilten ein vielbeachtetes Manifest gegen die drohende Aggression Hitlers; nach der Besetzung der sogenannten Rest-Tschechei am 15. März 1939 gehörte der Ausschuss zu den drei wichtigsten tschechischen Widerstandsgruppen im Protektorat Böhmen und Mähren. In der Nachkriegszeit leistete die Akademie wichtige Arbeit bis 1948, als sie nach der kommunistischen Machtübernahme im Februar 1948 verboten wurde.

## Die Akademie heute
Mit der Wiederherstellung der unabhängigen politischen Parteien in der Tschechoslowakei nach 1989 wurde 1991 auch die Arbeiterakademie neu ins Leben als Masarykova dělnická akademie gerufen. 2009 kam es zu einer weiteren Umbenennung in Masarykova demokratická akademie. Die Akademie gehört zu den Partnern der tschechischen Sozialdemokratie Česká strana sociálně demokratická und arbeitet auch mit der deutschen Friedrich-Ebert-Stiftung zusammen.
Derzeitiger Vorsitzender ist Lubomír Zaorálek.